# Павшинская (Вельский район)
Павшинская — деревня в Вельском районе Архангельской области. Входит в состав Муниципального образования «Благовещенское».

## География
Деревня расположена в 62 километрах на север от города Вельска , между реками Устья и Ваги, близ озера Кашинское. Ближайшие населённые пункты: на юге деревня Олюбинская, на западе нежилая деревня Подхолмишная.
Часовой пояс
Павшинская, как и вся Архангельская область, находится в часовой зоне МСК (московское время). Смещение применяемого времени относительно UTC составляет +3:00.

## Население
| 2002 | 2010 | 2012 | 2014 |
| ---- | ---- | ---- | ---- |
| 19   | ↗22  | ↗25  | ↗29  |

## История
Указана в «Списке населённых мест по сведениям 1859 года» в составе Шенкурского уезда Архангельской губернии под номером «1992» как «Павшенская(Заболотье)». Насчитывала 3 двора, 12 жителей мужского пола и 13 женского.
В «Списке населенных мест Архангельской губернии на 1 мая 1922 года» в деревне уже 9 дворов, 42 мужчины и 53 женщины.